# 荆州港
荆州港，位于中国湖北省荆州市，位于长江之上，为中国内河主要港口之一。港口规模居湖北省第三位。1985年货物吞吐量248万吨；2000年荆州港吞吐量达327万吨。荆州港自然岸线总长度21.5公里，码头总长5.83公里，泊位104个。